# Lithocarpus nantoensis
Lithocarpus nantoensis är en bokväxtart som först beskrevs av Bunzo Hayata, och fick sitt nu gällande namn av Bunzo Hayata. Lithocarpus nantoensis ingår i släktet Lithocarpus och familjen bokväxter. Inga underarter finns listade.